# Letnie Grand Prix kobiet w skokach narciarskich 2025
Letnie Grand Prix kobiet w skokach narciarskich 2025 – 14. edycja Letniego Grand Prix kobiet, która rozpoczęła się 9 sierpnia 2025 w Courchevel, a zakończyć ma się 26 października 2025 w Klingenthal.
Oficjalny kalendarz cyklu został zatwierdzony 8 maja 2025 podczas posiedzenia Komisji ds. skoków narciarskich FIS w Vilamourze. Zaplanowanych zostało dziesięć konkursów – dziewięć indywidualnych oraz jeden drużyn mieszanych.
W ramach zawodów rozgrywanych w niedziele 10 sierpnia w Courchevel oraz 17 sierpnia w Wiśle będzie testowany nowy format rywalizacji „High Five”. W pierwszej serii zawodniczki podzielone zostaną na 8 grup po 5 zawodniczek. Druga seria odbędzie się z udziałem 20 skoczkiń – 2 najlepsze zawodniczki w każdej z grup oraz 4 „szczęśliwe przegrane”. Do noty końcowej zostanie wliczona wyłącznie nota za skok oddany w drugiej serii.

## Liderki

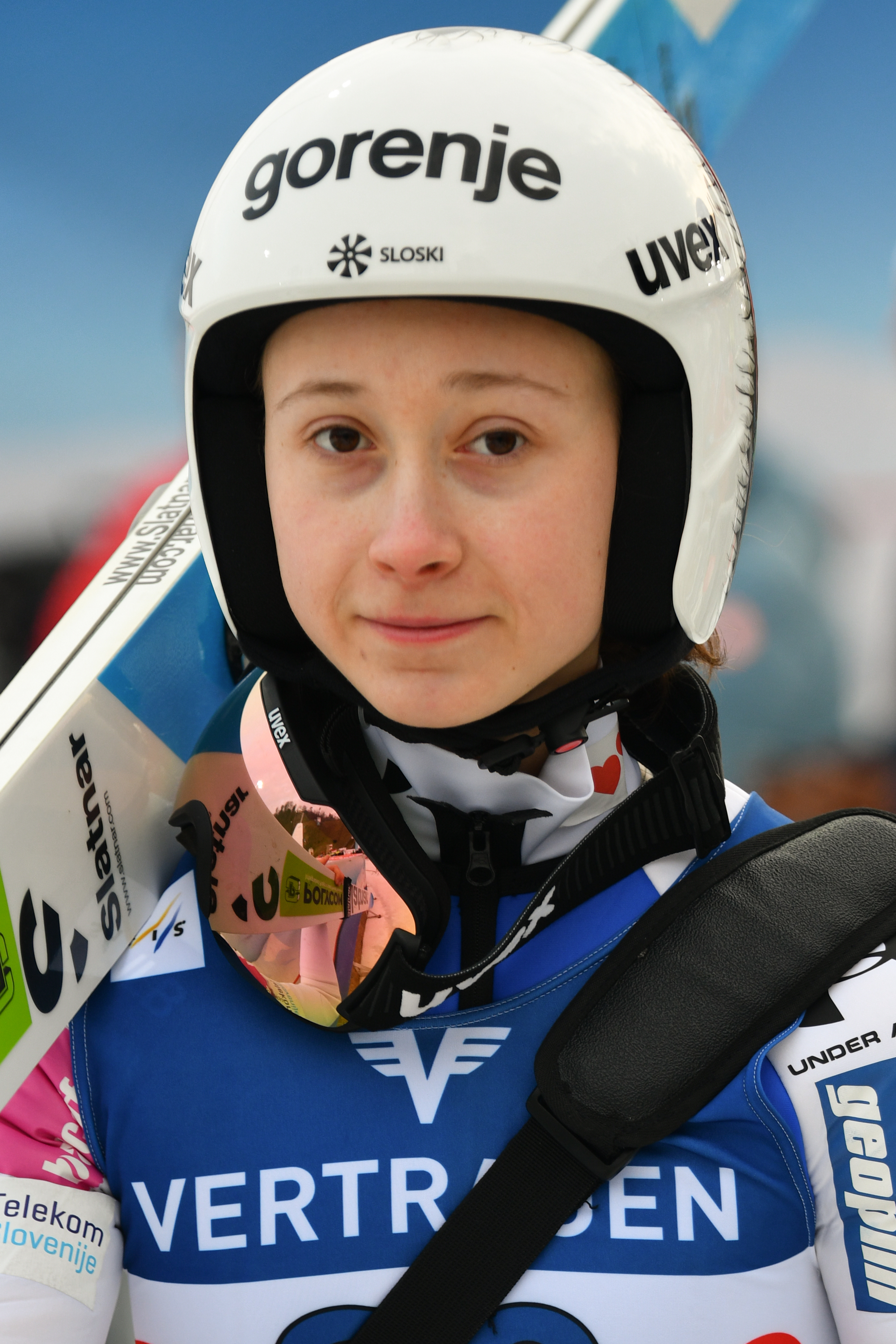
Nika Prevc – liderka klasyfikacji generalnej
Reprezentacja Japonii, liderki klasyfikacji generalnej Pucharu Narodów

## Kalendarz i wyniki
| Źródło                                               | Źródło               | Źródło      | Źródło | Źródło | Źródło         | Źródło          | Źródło          |
| Lp                                                   | Data                 | Miejscowość | HS     | Uwagi  | 1. miejsce     | 2. miejsce      | 3. miejsce      |
| ---------------------------------------------------- | -------------------- | ----------- | ------ | ------ | -------------- | --------------- | --------------- |
| 1.                                                   | 9 sierpnia 2025      | Courchevel  | HS132  | –      | Nika Prevc     | Selina Freitag  | Abigail Strate  |
| 2.                                                   | 10 sierpnia 2025     | Courchevel  | HS132  | [ a ]  | Abigail Strate | Selina Freitag  | Nozomi Maruyama |
| 3.                                                   | 16 sierpnia 2025     | Wisła       | HS134  | –      | Nika Prevc     | Nozomi Maruyama | Abigail Strate  |
| 4.                                                   | 17 sierpnia 2025     | Wisła       | HS134  | [ a ]  | Nika Prevc     | Nozomi Maruyama | Abigail Strate  |
| 5.                                                   | 13 września 2025     | Râșnov      | HS97   | –      |                |                 |                 |
| 6.                                                   | 14 września 2025     | Râșnov      | HS97   | –      |                |                 |                 |
| 7.                                                   | 18 września 2025     | Predazzo    | HS109  | –      |                |                 |                 |
| 8.                                                   | 20 września 2025     | Predazzo    | HS143  | –      |                |                 |                 |
| 9.                                                   | 25 października 2025 | Klingenthal | HS140  | [ b ]  |                |                 |                 |
| 10.                                                  | 26 października 2025 | Klingenthal | HS140  | mikst  |                |                 |                 |
| Letnie Grand Prix kobiet 2025 – klasyfikacja końcowa |                      |             |        |        |                |                 |                 |

## Skocznie
W tabeli podano oficjalne letnie rekordy skoczni obowiązujące przed rozpoczęciem Letniego Grand Prix kobiet 2025 lub ustanowione w trakcie jego trwania (wyróżnione wytłuszczeniem).
|              | Nazwa skoczni               | Miejscowość | Punkt K | HS           | Rekord skoczni | Rekord skoczni | Rekord skoczni | Źr.   |
| ------------ | --------------------------- | ----------- | ------- | ------------ | -------------- | -------------- | -------------- | ----- |
|              | Tremplin du Praz            | Courchevel  | K125    | HS132        | 133,0 m        | Nika Križnar   | 30.07.2023     | [ 5 ] |
|              | im. Adama Małysza           | Wisła       | K120    | HS134        | 133,5 m        | Sara Takanashi | 18.07.2021     | [ 6 ] |
|              | Trambulina Valea Cărbunării | Râșnov      | K90     | HS97         | 98,0 m         | Nika Križnar   | 23.09.2023     | [ 7 ] |
|              | Trampolino Dal Ben          | Predazzo    | K98     | HS109        | Brak rekordu   | Brak rekordu   | Brak rekordu   | [ 8 ] |
| K128         | Trampolino Dal Ben          | Predazzo    | HS143   | Brak rekordu | Brak rekordu   | Brak rekordu   |                | [ 8 ] |
|              | Vogtland Arena              | Klingenthal | K125    | HS140        | 141,5 m        | Marita Kramer  | 02.10.2021     | [ 9 ] |
| Nika Križnar | Vogtland Arena              | Klingenthal | K125    | HS140        | 141,5 m        | 07.10.2023     |                | [ 9 ] |

## Statystyki indywidualne
| Źródło | Źródło          | Źródło           | Źródło      | Źródło      | Źródło       | Źródło       | Źródło         | Źródło         | Źródło            |
| Zawodniczka | Courchevel 9.08 | Courchevel 10.08 | Wisła 16.08 | Wisła 17.08 | Râșnov 13.09 | Râșnov 14.09 | Predazzo 18.09 | Predazzo 20.09 | Klingenthal 25.10 |
| Austria | Austria         | Austria          | Austria     | Austria     | Austria      | Austria      | Austria        | Austria        | Austria           |
| --- | --------------- | ---------------- | ----------- | ----------- | ------------ | ------------ | -------------- | -------------- | ----------------- |
| Hannah Wiegele | –               | –                | 22          | 23          |              |              |                |                |                   |
| Czechy |                 |                  |             |             |              |              |                |                |                   |
| Karolína Indráčková | 13              | 13               | 9           | 15          |              |              |                |                |                   |
| Klára Ulrichová | 26              | 28               | 20          | 30          |              |              |                |                |                   |
| Francja |                 |                  |             |             |              |              |                |                |                   |
| Emma Chervet | 20              | 21               | 24          | 32          |              |              |                |                |                   |
| Joséphine Pagnier | 14              | 16               | 32          | 20          |              |              |                |                |                   |
| Caroline Rochas | 29              | 28               | –           | –           |              |              |                |                |                   |
| Marie Thomas Couturaud | 30              | 28               | –           | –           |              |              |                |                |                   |
| Japonia |                 |                  |             |             |              |              |                |                |                   |
| Kurumi Ichinohe | 8               | 6                | 17          | 9           |              |              |                |                |                   |
| Haruka Iwasa | 19              | 14               | 14          | 17          |              |              |                |                |                   |
| Nozomi Maruyama | 6               | 3                | 2           | 2           |              |              |                |                |                   |
| Yuzuki Satō | 10              | 11               | 5           | 6           |              |              |                |                |                   |
| Yūka Setō | 5               | 7                | 6           | 12          |              |              |                |                |                   |
| Sara Takanashi | 4               | 4                | 4           | 4           |              |              |                |                |                   |
| Kanada |                 |                  |             |             |              |              |                |                |                   |
| Alexandria Loutitt | 9               | 8                | –           | –           |              |              |                |                |                   |
| Nicole Maurer | 16              | 17               | 19          | 26          |              |              |                |                |                   |
| Abigail Strate | 3               | 1                | 3           | 3           |              |              |                |                |                   |
| Niemcy |                 |                  |             |             |              |              |                |                |                   |
| Selina Freitag | 2               | 2                | –           | –           |              |              |                |                |                   |
| Anna Hollandt | 15              | 19               | 9           | 14          |              |              |                |                |                   |
| Alvine Holz | 23              | 20               | 21          | 21          |              |              |                |                |                   |
| Katharina Schmid | –               | –                | 12          | 7           |              |              |                |                |                   |
| Juliane Seyfarth | 12              | 10               | dsq         | 8           |              |              |                |                |                   |
| Emely Torazza | 7               | 12               | 13          | 11          |              |              |                |                |                   |
| Polska |                 |                  |             |             |              |              |                |                |                   |
| Pola Bełtowska | –               | –                | 11          | 10          |              |              |                |                |                   |
| Nicole Konderla | –               | –                | 29          | 22          |              |              |                |                |                   |
| Anna Twardosz | dsq             | 9                | 7           | 5           |              |              |                |                |                   |
| Rumunia |                 |                  |             |             |              |              |                |                |                   |
| Daniela Haralambie | dsq             | 24               | 27          | 34          |              |              |                |                |                   |
| Słowacja |                 |                  |             |             |              |              |                |                |                   |
| Kira Mária Kapustíková | 28              | 27               | 26          | 29          |              |              |                |                |                   |
| Tamara Mesíková | 22              | 23               | 28          | 28          |              |              |                |                |                   |
| Słowenia |                 |                  |             |             |              |              |                |                |                   |
| Katra Komar | –               | –                | 31          | 19          |              |              |                |                |                   |
| Tinkara Komar | 11              | 18               | 18          | 16          |              |              |                |                |                   |
| Maja Kovačič | 17              | 26               | 25          | 18          |              |              |                |                |                   |
| Nika Prevc | 1               | 5                | 1           | 1           |              |              |                |                |                   |
| Nika Vodan | –               | –                | 8           | 13          |              |              |                |                |                   |
| Stany Zjednoczone |                 |                  |             |             |              |              |                |                |                   |
| Josie Johnson | –               | –                | 23          | 24          |              |              |                |                |                   |
| Paige Jones | –               | –                | 16          | dns         |              |              |                |                |                   |
| Samantha Macuga | 27              | 28               | 36          | 31          |              |              |                |                |                   |
| Szwecja |                 |                  |             |             |              |              |                |                |                   |
| Frida Westman | 18              | 15               | 30          | dns         |              |              |                |                |                   |
| Ukraina |                 |                  |             |             |              |              |                |                |                   |
| Żanna Hłuchowa | 25              | 25               | 33          | 33          |              |              |                |                |                   |
| Włochy |                 |                  |             |             |              |              |                |                |                   |
| Martina Ambrosi | –               | –                | 35          | 35          |              |              |                |                |                   |
| Jessica Malsiner | 21              | 22               | 34          | 27          |              |              |                |                |                   |
| Noelia Vuerich | –               | –                | 37          | 36          |              |              |                |                |                   |
| Martina Zanitzer | 24              | 28               | 15          | 25          |              |              |                |                |                   |
| Legenda |                 |                  |             |             |              |              |                |                |                   |
| 1-3 4-30 poniżej 30 q – zawodniczka nie zakwalifikowała się dns – Zawodniczka zakwalifikowana nie wystartowała w konkursie dsq – Zawodniczka zdyskwalifikowana w konkursie – – Zawodniczka niezgłoszona do konkursu |                 |                  |             |             |              |              |                |                |                   |

## Klasyfikacja generalna
Stan na 17 sierpnia 2025, po 4/9 konkursów
| Miejsce | Zawodniczka     | Występy | Punkty |
| ------- | --------------- | ------- | ------ |
| 1.      | Nika Prevc      | 4       | 345    |
| 2.      | Abigail Strate  | 4       | 280    |
| 3.      | Nozomi Maruyama | 4       | 260    |
| 4.      | Sara Takanashi  | 4       | 200    |
| 5.      | Selina Freitag  | 2       | 160    |
| 6.      | Yūka Setō       | 4       | 143    |
| 7.      | Yuzuki Satō     | 4       | 135    |
| 8.      | Kurumi Ichinohe | 4       | 115    |
| 9.      | Anna Twardosz   | 4       | 110    |
| 10.     | Emely Torazza   | 4       | 102    |
| ...     |                 |         |        |

## Zwyciężczynie kwalifikacji do zawodów
| Źródło | Źródło               | Źródło               | Źródło      | Źródło                |
| Nr     | Data kwalifikacji    | Data konkursu        | Miejsce     | Zawodniczka           |
| ------ | -------------------- | -------------------- | ----------- | --------------------- |
| 1.     | 9 sierpnia 2025      | 9 sierpnia 2025      | Courchevel  | kwalifikacje odwołane |
| 2.     | 10 sierpnia 2025     | 10 sierpnia 2025     | Courchevel  | kwalifikacje odwołane |
| 3.     | 17 sierpnia 2025     | 17 sierpnia 2025     | Wisła       | kwalifikacje odwołane |
| 4.     | 13 września 2025     | 13 września 2025     | Râșnov      |                       |
| 5.     | 14 września 2025     | 14 września 2025     | Râșnov      |                       |
| 6.     | 19 września 2025     | 20 września 2025     | Predazzo    |                       |
| 7.     | 24 października 2025 | 25 października 2025 | Klingenthal |                       |